# 鸡啼岗黄氏宗祠
鸡啼岗黄氏宗祠，位于中国广东省东莞市东莞市黄江镇鸡啼岗村，为东莞市的一个市、县级文物保护单位，类型为古建筑，公布时间为2004年1月8日。
鸡啼岗黄氏宗祠的历史年代为明代。